# Leptepania longicollis
Leptepania longicollis är en skalbaggsart som först beskrevs av Heller 1915.  Leptepania longicollis ingår i släktet Leptepania och familjen långhorningar.
Artens utbredningsområde är:
- Filippinerna.
- Taiwan.

Inga underarter finns listade i Catalogue of Life.